# Smoaks
Smoaks – miasto w Stanach Zjednoczonych, w stanie Karolina Południowa, w hrabstwie Colleton.